# Heide Rose-Segebrecht
Heide Rose-Segebrecht (geb. Segebrecht) (* 1943 in Königsberg; † 2008) war eine deutsche Tanzlehrerin, Malerin und Objektkünstlerin.

## Leben

### Familie
Heide Rose-Segebrecht wuchs in Lübeck auf. Von 1970 bis 1984 war sie in Vitzdorf auf der Insel Fehmarn ansässig und kehrte dann wieder nach Lübeck zurück, dort stand ihr im ehemaligen Beichthaus des Burgklosters ein Atelier zur Verfügung. Sie war mit dem Maler Bernd Rose (* 1942 in Olmütz) verheiratet.

### Werdegang
Heide Rose-Segebrecht erhielt von 1962 bis 1966 eine Tanz- und Gymnastikausbildung bei Brigitte Kelbing in Lübeck, darauf an der Reichmannschule in Hannover, die 1924 von Doris Reichmann gegründet worden war, und besuchte in Manhattan die Martha Graham School of Contemporary Dance, die 1926 von Martha Graham  gegründet worden war.
Von 1974 bis 1994 war sie Lehrerin für Bewegung und künstlerischen Tanz in Burg auf Fehmarn sowie in Lübeck und arbeitete am Theater Lübeck und gab Schauspielunterricht, weiterhin erhielt sie verschiedene Werkverträge. Sie war auch im Bereich Tanz im Studio ihrer ehemaligen Tanzlehrerin Brigitte Kelbing tätig.
Ende der 1960er Jahre wandte sie sich stärker der Bildenden Kunst zu und erstellte anfänglich Siebdrucke und Objekte zumeist aus organischen Stoffen. Ungefähr 1985 verlagerte sich ihr Arbeitsschwerpunkt auf das Gebiet der Malerei.
Von der Kunststiftung der Universität Amsterdam erhielt sie 1983 ein Stipendium und 1993 ein weiteres Stipendium der Landesbank Schleswig-Holstein für einen Aufenthalt in Wien.

### Künstlerisches Wirken
In der frühen Schaffensphase von Heide Rose-Segebrecht entstanden kleinformatige Bilder. In ihrer weiteren Entwicklung wandelte sie zu großformatigen Bildern (auch Diptychen und Triptychen) und zu raumgreifenden Ensembles unter Verwendung ungewohnter Mittel, unter anderem mengte sie Marmorstaub in die Farbe oder bezog Reisigbündel und Teddybären mit ein.
Ihre Bildinhalte waren unterschiedlich irritierend, bedrohlich oder auch ironisch konnotiert und spielten verschiedene Realitäts- und Deutungsebenen an.

## Ausstellungen
Heide Rose-Segebrecht beteiligte sich an Einzelausstellungen in Lübeck, so unter anderem 1985 in der Galerie Metta Linde mit Objekte und Bilder sowie 1990, gemeinsam mit ihrem Ehemann, im Künstlerzentrum der Gemeinschaft Lübecker Künstler mit Neue Bilder sowie 1992 im Museum für Kunst und Kulturgeschichte der Hansestadt Lübeck (MKK). Ab 1969 beteiligte sie sich auch an zahlreichen Landesschauen Schleswig-Holsteinischer Künstler, an den Ausstellungen der Gemeinschaft Lübecker Maler und Bildhauer und den Gruppenausstellungen des Berufsverbands der Bildenden Künstler und stellte ihre Bilder 1985 auf der Ausstellung Darüber wächst Gras im Künstlerzentrum Lübeck aus.
Sie war auch auf überregionalen Ausstellungen vertreten, so unter anderem 1983 an der Ausstellung Mens en Water im Goethe-Institut in Rotterdam, 1984 an der Ausstellung Kunstlandschaft Bundesrepublik, Junge Kunst in deutschen Kunstvereinen im Kunstverein in Bocholt, 1987 auf dem Kunstsymposium Korrespondenzen auf Amrum und 1988 an der Ausstellung Lübecker Künstler in Wismar, die von dem MKK und dem Stadtgeschichtlichen Museum Wismar veranstaltet wurde.
2018 gab es in Lübeck eine Doppelausstellung in den Galerien Siebert und Artler zu ihrer Erinnerung.

## Werke in Sammlungen
Werke von Heide Rose-Segebrecht befinden sich in Lübeck in der Kunsthalle St. Annen.